# Minamisatsuma
Minamisatsuma (jap. 南さつま市 Minamisatsuma-shi) – miasto w Japonii, w prefekturze Kagoshima, na wyspie Kiusiu.

## Historia
Miasto Minamisatsuma powstało 7 listopada 2005 roku w wyniku połączenia miasta Kaseda, miasteczek Kinpō (z powiatu Hioki), Bonotsu, Kasasa oraz Ōura (z powiatu Kawanabe).

## Populacja
Zmiany w populacji terenu miasta w latach 1950–2015: